# Palazzi da Mula Morosini e Centani Morosini

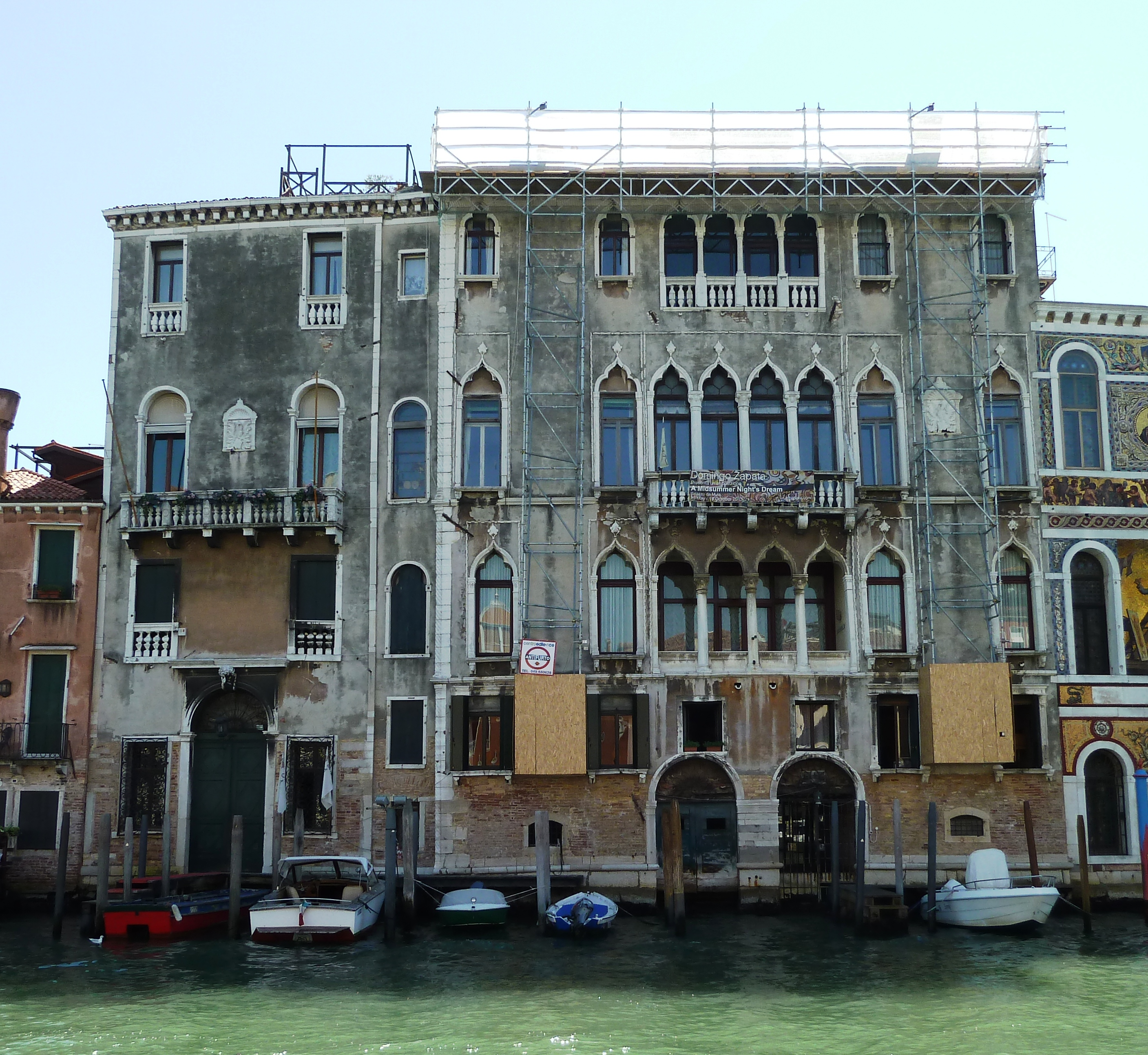
Palazzo Centani Morosini (links) und Palazzo da Mula Morosini (rechts)

Palazzo Da Mula Morosini und Palazzo Centani Morosini sind zwei Paläste in Venedig in der italienischen Region Venetien. Sie liegen im Sestiere Dorsoduro mit Blick auf den Canal Grande zwischen dem Palazzo Barbarigo und dem Ca’ Biondetti. Beide Paläste befinden sich in der Nähe des Campo San Vio. Sie wurden von der einflussreichen Adelsfamilie Morosini vereinigt.

## Geschichte
Der Palazzo da Mula Morosini wurde im 15. Jahrhundert als Wohnhaus für die Adelsfamilie Morosini erbaut und dient bis heute als privates Wohnhaus. Dort wohnte Annina Morosini, die dafür bekannt wurde, dass sie den Palast zu einem Treffpunkt für Adlige, Künstler und Politiker machte: Sogar Kaiser Wilhelm II. war hier zu Gast. Der Palazzo Centani Morosini wurde zu einem späteren Zeitpunkt errichtet.

## Beschreibung

### Palazzo da Mula Morosini
Die typisch gotische Fassade erstreckt sich über vier Stockwerke. Im schmucklosen Erdgeschoss gibt es zwei kleine Einzelfenster und zwei Rundbogenportale zum Wasser in der Mitte.
Die beiden Hauptgeschosse und das dritte Obergeschoss zeichnen sich durch die Schönheit der drei Vierfach-Kielbogenfenster aus, das im zweiten Obergeschoss zusätzlich durch einen hervorspringenden Balkon. Hinter dem Palast gibt es einen kleinen Garten anschließend an den Palazzo Barbarigo.
Ein Element von besonderem künstlerischen Wert ist die Tapisseriedekoration in einem der Salons.

### Palazzo Centani Morosini
Der Palazzo Centani Morosini ist innen mit dem anschließenden Palazzo da Mula Morosini verbunden. Er wurde später als sein Nachbargebäude errichtet und ist der ersten Phase des Barock zuzuordnen.
Auch seine Hauptfassade erstreckt sich über vier Stockwerke und zeigt wenig Verzierungen; hervorzuheben ist die ausschließliche Ausstattung mit Einzelfenstern. Im Erdgeschoss und im ersten Obergeschoss sind sie einfach und rechteckig, in den beiden Geschossen darüber komplexer. Das Hauptgeschoss (2. Obergeschoss) zeigt zwei einzelne Rundbogenfenster und einen leicht vorspringenden Balkon und darüber hinaus ein kleineres Rundbogenfenster rechts davon. Das oberste Stockwerk hat nur einfache Rechteckfenster.
Der Palast hat einen monumentalen Hinterhof, auf dem sich ein weiteres Gebäude erhebt, das man als Hinterhaus des Palastes ansieht. Sie Fassade zeigt zum Rio de le Piere Bianche, einem Seitenarm des Rio Toresele. Diese Hinterfassade hat keine Elemente von architektonischem Interesse und hat einen zusätzlichen Seitenflügel.

## Beide Paläste in der Kunst

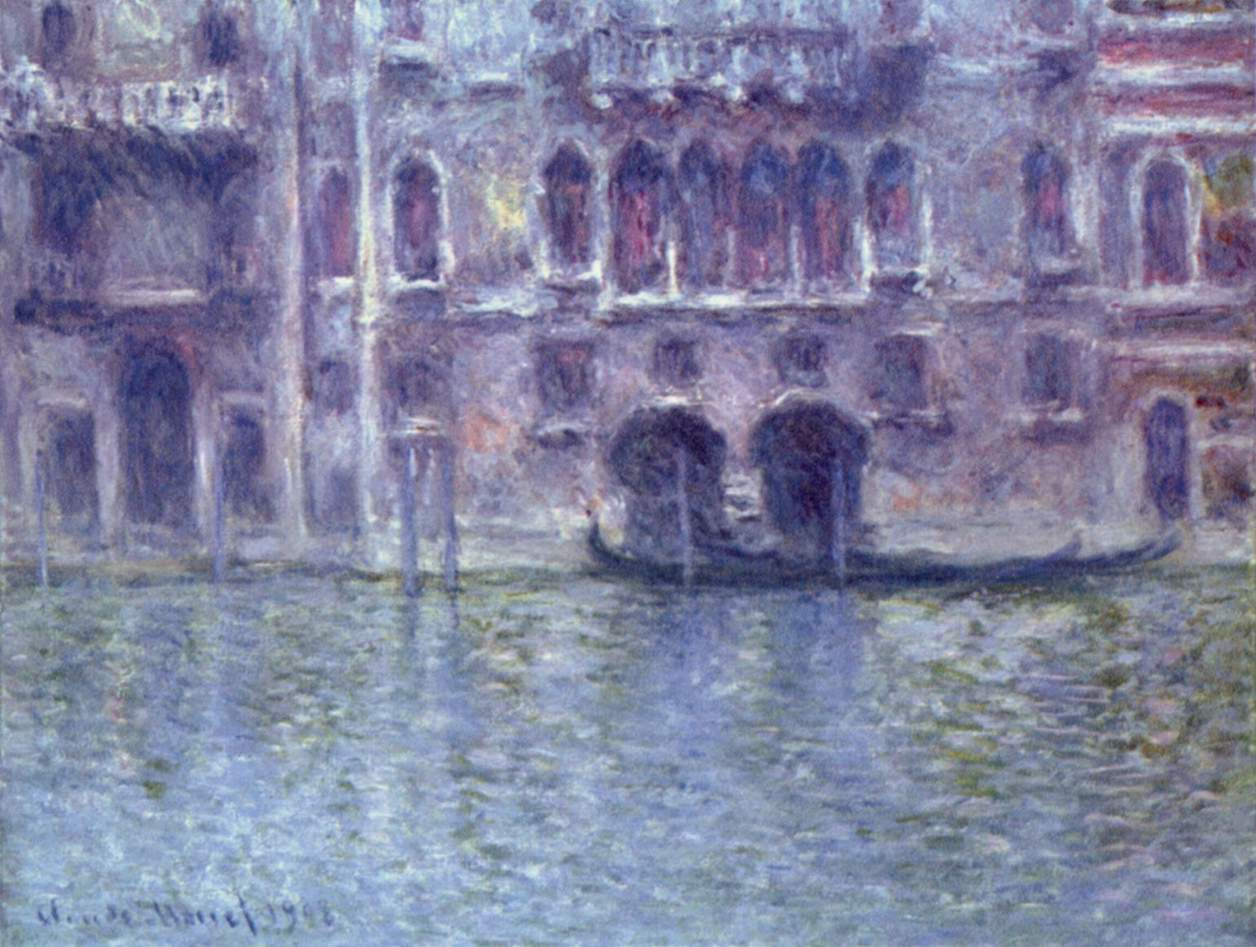
Palazzo Centani Morosini und Palazzo da Mula Morosini auf einem Gemälde von Claude Monet von 1908. (National Gallery of Art, Washington, D.C.)

Ein Gemälde von Monet aus dem Jahre 1908 zeigt den Palazzo Centani Morosini und den Palazzo da Mula Morosini.